# Killingworth, New South Wales
Killingworth är en del av en befolkad plats i Australien. Den ligger i kommunen Lake Macquarie Shire och delstaten New South Wales, i den sydöstra delen av landet, omkring 110 kilometer norr om delstatshuvudstaden Sydney. Antalet invånare är 719.
Runt Killingworth är det tätbefolkat, med 356 invånare per kvadratkilometer.. Närmaste större samhälle är Mayfield, omkring 17 kilometer öster om Killingworth. 
Runt Killingworth är det i huvudsak tätbebyggt. Genomsnittlig årsnederbörd är 1 277 millimeter. Den regnigaste månaden är februari, med i genomsnitt 223 mm nederbörd, och den torraste är juli, med 46 mm nederbörd.